# Stieg Larsson
Stieg Larsson, officiellt Karl Stig-Erland Larsson, född 15 augusti 1954 i Skelleftehamn i Skellefteå landsförsamling i Västerbotten, död 9 november 2004 i Stockholm, var en svensk journalist och författare. Larsson är känd för sin romansvit Millennium (Män som hatar kvinnor (2005), Flickan som lekte med elden (2006) och Luftslottet som sprängdes (2007)), som filmatiserats i både Sverige och USA. Romansviten utgavs efter Larssons död i hjärtinfarkt 2004.
Stieg Larsson var även känd för sitt mångåriga politiska och journalistiska engagemang för socialism och emot högerextremism och rasism. Han var bland annat med och grundade tidskriften Expo, för vilken han från 1999 var chefredaktör.

## Biografi

### Uppväxt
När Stieg Larsson föddes var föräldrarna 19 år. Fadern, Erland Larsson, var tecknare på Västerbottens-Kuriren. Stieg Larsson växte upp hos sin morfar i Måggliden nära byn Bjursele mellan Norsjö och Bastuträsk, Västerbottens län. Där bodde han under sina första nio år fram till morfaderns död. Sedan bodde han i Umeå mellan 9 och 21 års ålder, en uppväxttid som formade honom och hans författarskap och arbete för demokrati.
Larsson bodde sedan efter morfaderns död hos föräldrarna, som nu hade ytterligare en son, men flyttade som 16-åring hemifrån. Vid 18 års ålder träffade han på ett möte för Förenade FNL-grupperna i Umeå den blivande arkitekten Eva Gabrielsson, som blev hans livskamrat fram till hans död.
Larssons morfar var enligt Gabrielsson anti-nazist  och hade på 1940-talet internerats i det norrbottniska interneringslägret Storsien. Även om Larssons far hävdar att den historien inte är sann, menar Gabrielsson att det är här som Larssons arbete sedan 1970-talet mot diskriminering, rasism och högerextremism bottnar. Morfadern uppges ha varit anställd vid Rönnskärsverken i Skelleftehamn samma år som Larsson föddes. 1969 såg den 15-årige Larsson tre vänner våldta en flicka i hans egen ålder på en campingplats i Umeå. Han ingrep inte och ringde senare flickan för att be henne om ursäkt, men hon svarade att hon aldrig kunde förlåta honom. Det blev ett plågsamt minne som formade hans skrivande om kvinnovåld, vilket Kurdo Baksi har berättat om i boken Min vän Stieg Larsson.

### Politiskt engagemang
Stieg Larsson var tidigt engagerad inom vänsterrörelser och -press. Från 1970-talet till omkring 1980-talets mitt var han partipolitiskt aktiv i dåvarande Kommunistiska Arbetarförbundet, numera trotskistiska Socialistiska Partiet, och bidrog fram till 1989 ofta med artiklar till dess tidning Internationalen. Därefter lämnade han partiet.

### Aktivism och journalistisk
Delar av 1977 tillbringade Larsson i Eritrea, där han lärde ett kompani av kvinnliga gerillasoldater i den marxistiska Eritreanska befrielsefronten (ELF) att skjuta med granatkastare. Efter att ha drabbats av inflammation i njurarna beslöt han sig för att lämna landet. Väl hemma i Sverige arbetade han som nyhetsgrafiker vid Tidningarnas telegrambyrå (TT) mellan 1977 och 1999.
Från 1982 arbetade Larsson som skandinavienkorrespondent för den brittiska antifascistiska tidningen Searchlight.
Stieg Larsson var en av dem som grundade Hill-stiftelsen, som 1995 omdöptes till stiftelsen Expo, och arbetade som chefredaktör för tidskriften Expo från 1999. 
Larsson utgav 1991 boken Extremhögern tillsammans med Anna-Lena Lodenius. Han skrev även Sverigedemokraterna: den nationella rörelsen tillsammans med Mikael Ekman, samt var medförfattare till boken Sverigedemokraterna från insidan.
Enligt journalisten Jan Stocklassa hade Larsson undersökt Palmemordet hela livet, särskilt möjlig inblandning av den svenska extremhögern.

### Millennium
Innan han avled fanns tre deckare färdigställda, den så kallade Millennium-trilogin. Larsson beskrev i en tidningsintervju kort före sin död detta författande i en ny genre som "sin pensionsförsäkring". 
Larsson hade först förgäves försökt intressera Piratförlaget för serien om Millennium. Efter att Larssons bekant Robert Aschberg läst den då outgivna serien, ringde Aschberg till Norstedts Förlag och bad dem läsa böckerna. Norstedts beslutade 2004 att ge ut serien.
Den första boken i serien, Män som hatar kvinnor, gavs ut i augusti 2005. Nummer två, Flickan som lekte med elden, gavs ut i juni 2006, och den tredje Luftslottet som sprängdes gavs ut i maj 2007. I juni 2011 hade böckerna i Millennium tillsammans sålts i 60 miljoner exemplar i ett 50-tal länder.
En fjärde bok i serien var till stor del skriven när Larsson avled, men det var länge oklart om den boken skulle publiceras. I december 2013 meddelade förlaget Norstedts att man givit författaren David Lagercrantz i uppdrag att skriva en fjärde bok som fristående fortsättning till trilogin Millennium. Boken publicerades den 27 augusti 2015, med titeln Det som inte dödar oss.
Rättigheterna till Millennium-serien förvaltas idag av Moggliden AB.

### Död och efterspel
Larsson avled 2004 på arbetet i hjärtinfarkt. Eftersom Larsson och Eva Gabrielsson inte var gifta och det saknades testamente tillföll hans kvarlåtenskap, innefattande finansiella tillgångar och litterära rättigheter, Larssons far och bror. Detta resulterade i en uppmärksammad arvstvist. I maj 2008 avslöjades att ett testamente verkligen hittats, där Larsson testamenterade sina finansiella tillgångar till Kommunistiska Arbetarförbundets (Socialistiska partiets fram till 2019) Umeåavdelning. Testamentet var dock inte bevittnat och därför inte juridiskt bindande; det skrevs 1977 strax innan Larsson åkte till inbördeskriget i Etiopien.

### Postumt erkännande
Den 19 maj 2012 fick Larsson postumt utmärkelsen hedersmedborgare i Umeå, där han bodde mellan 9 och 21 års ålder. Utmärkelsen togs emot av hans bror Joakim Larsson och far Erland Larsson. Motiveringen lyder: "När ord bildar meningar, kan de också ge mening. Stieg Larsson nådde ända fram som journalist och i ett författarskap utan motstycke. Grunden lades under hans tid i Umeå, av en engagerad familj och genom en tidig övertygelse. Stieg Larsson har kombinerat det goda berättandet med en orubblig hållning för medmänsklighet, demokrati och kvinnors rätt."
I Stieg Larssons hemkommun Skellefteå finns sedan 2015 Lisbeth Salanders gata och kvarteret Luftslottet, uppkallade efter hans verk.

## Namn och science fiction

### Stig blir Stieg
Stieg Larsson, vars fullständiga namn var Karl Stig-Erland Larsson, ändrade stavning av tilltalsnamnet eftersom han och författarkollegan Stig Larsson var trötta på att de förväxlades. Båda ägnade sig då åt fotografering och det var i egenskap av fotografer de ville undvika sammanblandning. Stavningen Stieg Larsson har återfunnits i skrifter från 1972. Stavningen kan också ses som en blinkning till deckarförfattaren Stieg Trenter.

### Science fiction
Under många år var Stieg Larsson också engagerad på den svenska science fiction-scenen, där han bland annat tillsammans med Rune Forsgren publicerade fanzinen Sfären och Fijagh!. 1978–1979 ingick han i styrelsen för Nordens största sf-förening, Skandinavisk förening för science fiction, SFSF; 1980 var han föreningens ordförande.

### Forskningsrapporter
- Stieg Larsson, Nanna Holst: National Analytical Study on Racist Violence and Crime,[26] rapport inom RAXEN

### Romaner
- Män som hatar kvinnor, Norstedts, 2005
- Flickan som lekte med elden, Norstedts, 2006
- Luftslottet som sprängdes, Norstedts, 2007

### Tidskrifter
- Svartvitt med Expo, 1999–2002
- Expo, 2002–2004

## Priser och utmärkelser
- 1999 – Ronny Landin-priset
- 2005 – BMF-plaketten för Män som hatar kvinnor
- 2006 – Glasnyckeln: Årets bästa nordiska kriminalroman för Män som hatar kvinnor[27]
- 2006 – Bästa svenska kriminalroman för Flickan som lekte med elden
- 2006 – Årets bok-Månadens boks litterära pris
- 2007 – Årets författare (SKTF)
- 2008 – Glasnyckeln: Årets bästa nordiska kriminalroman för Luftslottet som sprängdes[27]
- 2008 – Pocketpriset, platina för Flickan som lekte med elden
- 2012 – Hedersmedborgare i Umeå (postumt)[28]